# 7490 Бабічка
7490 Бабічка (7490 Babička) — астероїд головного поясу, відкритий 31 липня 1995 року.
Тіссеранів параметр щодо Юпітера — 3,637.